# Kickxia cabulica
Kickxia cabulica är en grobladsväxtart som först beskrevs av George Bentham, och fick sitt nu gällande namn av David A. Sutton. Kickxia cabulica ingår i släktet spjutsporrar, och familjen grobladsväxter. Inga underarter finns listade i Catalogue of Life.